# Hellēnika phylla
Hellēnika phylla (griechisch Ἑλληνικά φύλλ, Griechisches Blatt) war eine griechische Tageszeitung in Berlin und Görlitz von 1918 bis 1919.

## Geschichte
Im September 1916 kamen über 6000 griechische Soldaten und Offiziere als Gäste des Deutschen Reiches nach Görlitz in Schlesien. Für sie erschien seit dem 3. November 1916 eine tägliche Lagerzeitung Nea tu Görlitz (Neues aus Görlitz) im Verlag der Görlitzer Nachrichten bei Emil Glauber.
Seit dem  23. Dezember 1917jul. / 5. Januar 1918greg. wurde eine Tageszeitung Hellēnika phylla in Berlin in der Königin-Augusta-Straße 29 herausgegeben. Ab Mitte Juni 1918 erschien sie wieder in Görlitz bei Emil Glauber. Anfang 1919 verließen die meisten griechischen Soldaten Görlitz und kehrten in ihre Heimat zurück. Die Zeitung wurde daraufhin eingestellt.